# Shift (Fotografie)

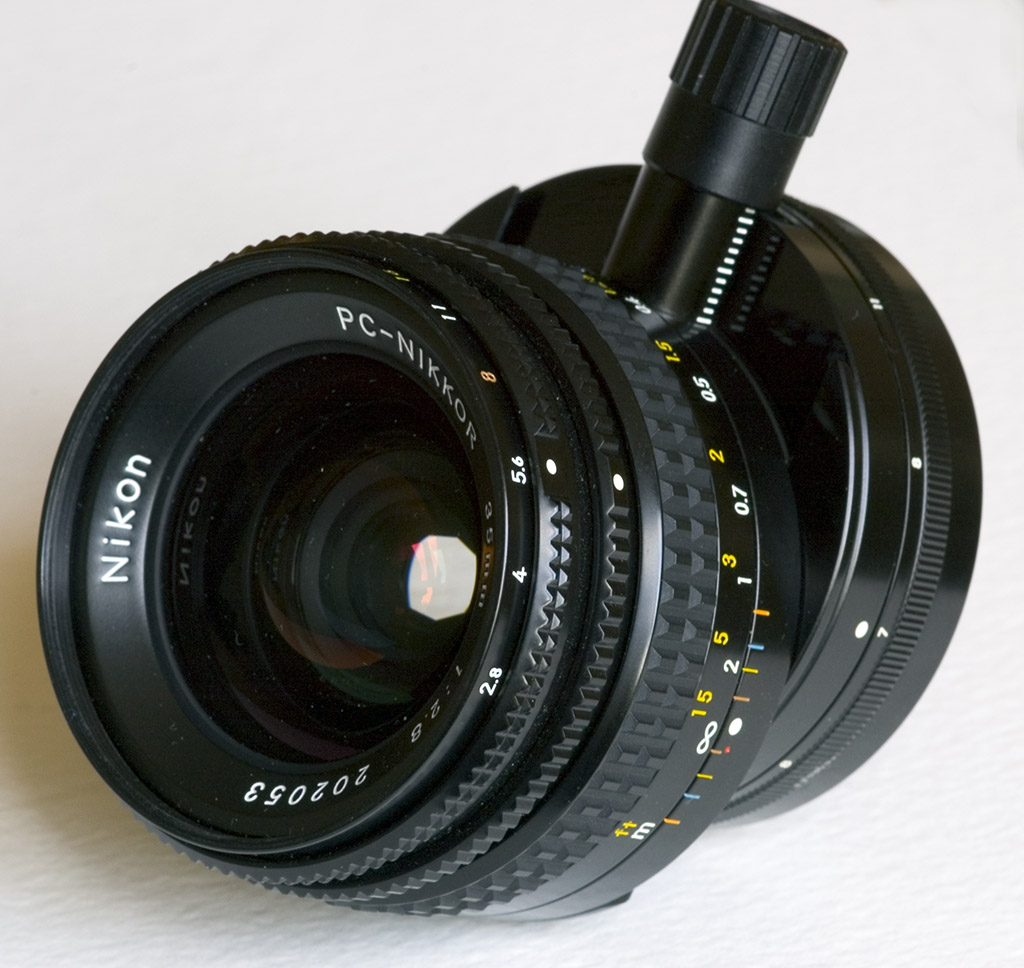
Kleinbild-Shift-Objektiv (Nikon)

Shift oder Shiften, auf Deutsch auch Parallelverschiebung genannt, ist eine Vorgehensweise in der Fotografie, bei der das Objektiv parallel zur Bildebene verschoben werden kann. To shift ist aus dem Englischen abgeleitet, was verlagern beziehungsweise verschieben bedeutet. Das Shiften des Objektivs erlaubt das Fotografieren zur Seite oder nach oben bzw. unten, ohne die Kamera schwenken (Tilt) zu müssen. Die Abbildung bleibt verzerrungsfrei (keine stürzenden Linien). Shiften spielt in der Architekturfotografie eine große Rolle.

## Ziel und Funktionsweise
In der Fotografie treten stürzende Linien auf, wenn die Bildebene (also die Filmebene beziehungsweise die Bildsensorebene) und das Motiv (genauer genommen die Motivebene, die keine stürzende Linien enthalten soll) nicht parallel zueinander ausgerichtet sind. Bei der Verwendung von Kameras bzw. Objektiven ohne Shift-Funktion ist man bei großflächigen Motiven zu dieser nichtparallelen Ausrichtung gezwungen, um entweder das Motiv überhaupt aufnehmen zu können oder um nicht ein Großteil des Bildes ungenutzt zu lassen. Bei den für gewöhnlich eingesetzten zentrierten Objektiven ist die Auswahl des Bildausschnitts nur durch das Kippen oder Schwenken der Kamera möglich, wobei das aufgenommene Bild später mit Einbußen bei der Bildqualität entzerrt werden kann.
Beim Shiften verschiebt man dagegen die Optik gegenüber der parallel zum Motiv auszurichtenden Film- bzw. Bildsensor-Position, um den Bildausschnitt zu wählen, ohne dabei die Projektion zu ändern. Die Perspektive wird durch das Objektiv nicht verändert, da diese durch die Position der Kamera (genauer durch die Position der Eintrittspupille des Objektivs) und die geradlinige Ausbreitung des Lichts vorgegeben ist.
Möglich ist ein Shiften im Kleinbildbereich durch spezielle Shift-Objektive (oder durch kombinierte Tilt-Shift-Objektive), im Großformatbereich durch Parallelverschiebung der Standarten. In beiden Fällen muss das Objektiv einen vergrößerten Bildkreis haben, da nicht mehr die Bildmitte, sondern auch weiter außen liegende Bildbereiche genutzt werden.
Bemerkungen:
- Obwohl die Begriffe Perspektive und Projektion unterschiedliche Prozesse bei der Bildentstehung bezeichnen, werden beide Begriffe in der Praxis vermischt, zusammengefasst oder gar vertauscht.
- Shiften kann die Perspektive durch einen ungünstigen Kamerastandpunkt nicht korrigieren.
- Im englischen Sprachraum werden senkrechte Shift-Bewegungen oft als Rise und Fall bezeichnet, während mit Shift meist laterale Bewegungen gemeint sind.

## Anwendungen
Die Ausrichtung der Kamera legt die Objektebene fest; mit dem Shiften kann man dann den Bildmittelpunkt festlegen. Dadurch lassen sich verschiedene Probleme lösen:
- Seitliches Ausweichen: Wenn ein störendes Objekt (zum Beispiel ein Mast) in der direkten Sichtlinie liegt, kann sich der Fotograf neben das Objekt stellen und die Projektion durch Shiften korrigieren, so dass diese Verschiebung nicht unmittelbar auffällt.
- Änderung von Spiegelungen: Wenn sich der Fotograf oder ein unerwünschtes Objekt im Motiv spiegelt, kann durch Shiften die Position so verändert werden, dass sich eine vorteilhaftere Spiegelung im Motiv ergibt.
- Panoramen: Bei der Aufnahme nimmt man das Motiv einmal in der einen Richtung geshiftet und dann in der anderen Richtung geshiftet auf, um sie dann zu einem Panorama zu kombinieren.

## Technische Umsetzung
Für die Verarbeitung von Fotografien gibt es mehrere Möglichkeiten, die entzerrende Wirkung des Shiftens zu nutzen.

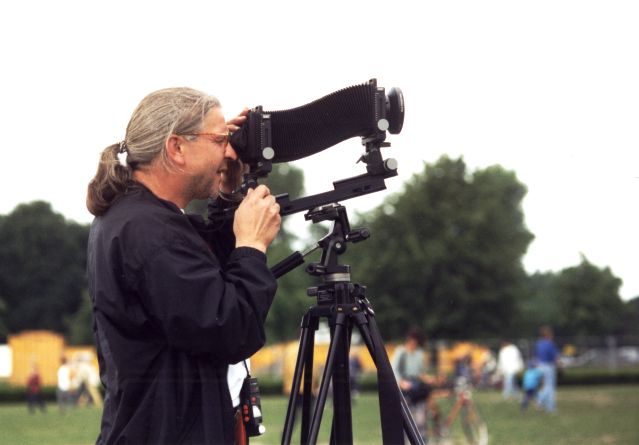
Fachkamera mit „geshiftetem“ Objektiv

Bei der Aufnahme muss das Objektiv einen ausreichend großen Bildkreis besitzen, damit die gesamte lichtempfindliche Fläche (Film/Sensor) auch in verschobenen Zustand noch vollständig beleuchtet wird:
- Bei Kleinbild-Kameras werden in der Regel Spezialobjektive verwendet (Tilt-und-Shift-Objektive).
- Bei Großformat- bzw. Fachkameras ist zumindest die Verstellbarkeit der Frontstandarte üblich, womit der Effekt erzielt werden kann.
- Bei digitalen, spiegellosen Systemkameras mit Bildsensoren, die kleiner sind als das Kleinbildformat, können mit entsprechenden Adaptern herkömmliche für den Kleinbildfilm gebaute Objektive eingesetzt werden.[2]

In der Nachbearbeitung:

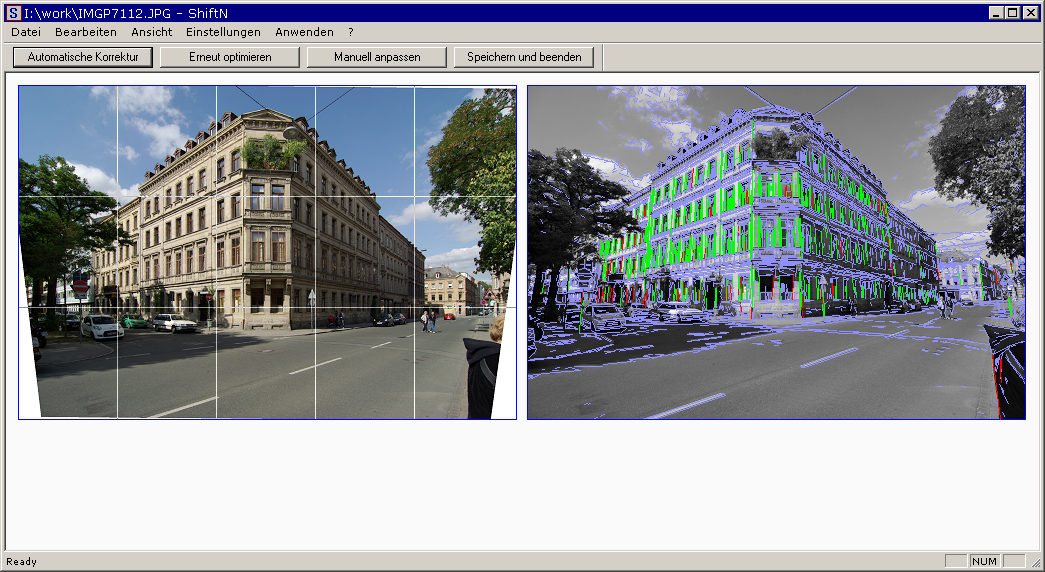
Trapezförmige Bildränder nach Perspektivekorrektur mit ShiftN

- Bei Filmnegativvergrößerungen kann der Effekt nachträglich beim Ausbelichten eines Bildes auf das Papier erzeugt werden. Dazu benötigt das Vergrößerungsgerät ein Shift-Objektiv oder eine entsprechend verstellbare Objektivstandarte.
- Für Bilder, die in elektronischer Form vorliegen, bieten universelle Bildbearbeitungsprogramme oder spezielle Tools wie ShiftN manuelle oder automatische Funktionen an, mit denen stürzende Linien nachträglich korrigiert werden können.

Ist eine Entzerrung bei der Nachbearbeitung geplant, sollten schon bei der Aufnahme einige Punkte beachtet werden, damit die Ergebnisse möglichst nahe an die Leistung eines Spezialobjektivs heranreichen:
- Ausreichenden Bildrand vorsehen, da nach der Entzerrung ein trapezförmiges Bild entsteht, welches in der Regel beschnitten wird und dadurch einen Randverlust erfährt.
- Ausreichende Auflösung bzw. geringere Ausgabeauflösung, da Stauchungen und Streckungen eines Bildes stets mit Detail- und Schärfeverlusten verbunden sind.

## Abgrenzung
In einigen Kameras und Videokameras wird zur Bildstabilisierung der Sensor oder ein Teil der Optik verschoben. Prinzipiell entsprechen das Vorgehen und die Wirkung dem Shiften; die Verschiebungen sind allerdings relativ klein.